# Lycium leiospermum
Lycium leiospermum är en potatisväxtart som beskrevs av Ivan Murray Johnston. Lycium leiospermum ingår i släktet bocktörnen, och familjen potatisväxter. Inga underarter finns listade i Catalogue of Life.